# USS Bristol (DD-857)
O USS Bristol (DD-857) foi um contratorpedeiro norte-americano que serviu durante a Segunda Guerra Mundial e na Guerra da Coreia.

## Comandantes
| Comandante            | Data                    |
| --------------------- | ----------------------- |
| Cdr. Kenneth P. Letts | 17 de Março de 1945 -?? |

## Reconhecimento
O USS Bristol recebeu uma estrela batalha por serviços prestados na Segunda Guerra Mundial e duas estrelas de batalha por seus serviços na Guerra da Coreia.